# Karl Ove Knausgård
Karl Ove Knausgård /ˈkɑːɭ ˈuːvə ˈknæʉsˌgɔːɾ/ (Oslo, 6 de diciembre de 1968) es un escritor noruego. Ha sido considerado el mejor escritor noruego desde el dramaturgo Henrik Ibsen. Su estilo deliberadamente prolijo y minuciosamente detallado se ha comparado con el del novelista francés Marcel Proust.

## Biografía

### Carrera literaria

#### Debut y crecimiento
Knausgård publicó por primera vez en 1998, cuando se editó su novela Ute av verden, por la cual fue premiado con el Premio a la Crítica Literaria Noruega. Esta fue la primera vez en la historia que el premio fue otorgado a un debutante.
Su segunda novela, En tid for allt (2004), parcialmente reescribe ciertas partes de la Biblia, así como de la historia de los ángeles en la tierra. El libro obtuvo numerosos premios, y fue nominado para el Premio de Literatura del Consejo Nórdico. También fue nominado para el Premio Literario Internacional IMPAC de Dublín. Ha sido considerado como un "«libro extraño, irregular y maravilloso» por el The New York Review of Books.

#### La novelaMi Lucha
Aunque sus dos primeros libros fueron muy bien recibidos, fue con los libros que integran la saga Mi Lucha cuando Knausgård obtuvo un lugar de renombre en Noruega, debido a su éxito así como a la controversia que generaron. En efecto, en 2009 Knausgård publicó Mi Lucha - Libro 1, el primer volumen de un total de seis novelas autobiográficas, que se editaron en 2009, 2010, y 2011. Los seis libros tienen un total de más de 3.500 páginas.
La obra Mi lucha provocó una gran controversia, parcialmente porque el título en noruego del libro —Min Kamp— es igual al del libro de Hitler titulado Mein Kampf, y fundamentalmente porque se consideró que Knausgård fue demasiado lejos al exponer las vidas privadas de su familia y amigos, incluida su exesposa. De todos modos estos libros recibieron críticas favorables a nivel mundial, especialmente los dos primeros volúmenes, y fue, al menos antes de la publicación de su último volumen, uno de los fenómenos editoriales más grandes de la historia de Noruega. En un país de apenas 5 millones de habitantes, la serie Mi lucha vendió 450 000 copias.
En una entrevista de radio junto a su exesposa, Tonje Aursland, que ocupa un papel central en muchos de los libros de Mi Lucha, Knausgård admitió que en ocasiones sintió que hizo un pacto con el demonio, al obtener un enorme éxito a causa del sacrificio de sus relaciones con amigos y miembros de su familia. En octubre de 2010, Aursland expuso su propio punto de vista sobre las implicaciones de aparecer involuntariamente expuesta en la autobiografía de su exesposo, en una entrevista radial para la NRK. El tío de Knausgård, que es llamado «Gunnar» en los libros, ha sido un gran crítico de todo el proyecto en la prensa noruega.
La serie completa ha sido traducida a varios idiomas. Los primeros libros han sido aclamados por la crítica en Dinamarca, Suecia, y muchos otros países. Los primeros tres libros fueron traducidos al inglés por Don Bartlett para Archipelago Books de Estados Unidos y Harvill Secker de Reino Unido. En una larga y positiva crítica de los primeros tres libros,  James Wood del The New Yorker escribió que «hay algo incesantemente convincente en el libro de Knausgård: incluso cuando me aburría, seguía interesado». En la crítica al segundo libro, en el The New York Times, Leland de la Durantaye denominó a la serie como «impresionantemente buena» y la comparó con En busca del tiempo perdido de Marcel Proust. En una crítica al tercer volumen en el The Times Literary Supplement, Thomas Meaney reflexiona acerca de las diferencias entre Proust y Knausgård, y escribe acerca de la filosofía detrás de Mi Lucha. El sitio Frenchculture.org manifestó que, aunque Knausgård fue considerado como el «Proust noruego», el primer libro vendió muy pocas copias en Francia, probablemente debido a que su larga tradición en autoficción hace que el libro parezca menos original que en Estados Unidos.
Editorial Anagrama traduce y publica en español la saga entre el año 2012 y 2019. La primera novela de la monumental obra fue titulada "La muerte del padre", del año 2012; la segunda parte "Un hombre enamorado", del año 2014; la tercera "La isla de la infancia", del año 2015, la cuarta "Bailando en la oscuridad", del año 2016, la quinta "Tiene que llover", del año 2017, culminando en 2019 con "Fin", sexto y último volumen de la obra. La saga fue traducida en su totalidad por Kirsti Baggethun y Lorenzo Asunción y pertenece a la colección "Panorama de narrativas".

#### Trabajo posterior aMi Lucha
Knausgård trabajó como consultor para la traducción al noruego de la Biblia. En 2013 publicó una colección de ensayos, Sjelens Amerika: tekster 1996–2013, y en septiembre de 2013 adaptó su novela Ute av verden como guion de cine. En 2015 el autor viaja por Estados Unidos, reportando su viaje a la revista de The New York Times. Su viaje comienza en Isla de Terranova y visita el lugar donde los vikingos se asentaron. Después renta un auto y maneja hacia Minnesota, donde una gran mayoría de noruegos-americanos se asentaron.

### Carrera editorial
En 2010 creó un pequeño sello editorial, Pelikanen (Pelícano), junto a Yngve Knausgård —su hermano— y a Asbjørn Jensen.

### Cuarteto de las estaciones
Entre 2015 y 2016, Knausgård publicó su "Cuarteto de las estaciones", una serie de cuatro libros titulados Otoño, invierno, primavera y verano. Estos libros también son de naturaleza autobiográfica y consisten en extractos de diarios, cartas y otros materiales personales, con el fin de explicar el mundo a su hija que está por nacer. En inglés se publicaron entre 2017 y 2018. En español, bajo el sello Anagrama, se publicaron en su totalidad el 2021.

## Vida personal
Después de estudiar Artes y Literatura en la Universidad de Bergen, se mudó a Suecia, donde aún vive. Hizo su debut en la ficción con la novela Ute av Verden (1998), seguida de En Tid For Alt (2004), pero con la monumental autobiografía en seis volúmenes Min kamp  se ha establecido en el panorama literario mundial. Autor con una prosa lenta y meticulosa, que perdura en el periódico con un ritmo narrativo persistente y casi musical.

## Obras
- 1998: Ute av verden. (Sin traducir al castellano.)[11][12]
- 2004: En tid for allt. (Sin traducir al castellano.)
- 2009 - 2011: Min kamp (Mi lucha), seis volúmenes.
  - La muerte del padre. Mi lucha: 1. Anagrama
  - Un hombre enamorado. Mi lucha: 2. Anagrama
  - La isla de la infancia. Mi lucha 3. Anagrama
  - Bailando en la oscuridad. Mi lucha 4. Anagrama
  - Tiene que llover. Mi lucha 5. Anagrama
  - Fin. Mi lucha 6. Anagrama
- 2015 - 2016: Årstid encyklopedien (Cuarteto de las estaciones)
  - Om høsten. (En otoño, Anagrama.)
  - Om vinteren. (En invierno, Anagrama.)
  - Om våren. (En primavera, Anagrama.)
  - Om sommeren. (En verano, Anagrama.)
- 2020 - actualidad: Morgenstjernen (La estrella de la mañana)
  - Morgenstjernen (2020). (La estrella de la mañana, Anagrama.)
  - Ulvene fra evighetens skog (2021). (Los lobos del bosque de la eternidad, Anagrama.)
  - Det tredje riket (2022). (Sin traducir al castellano.)
  - Nattskolen (2023). (Sin traducir al castellano.)
  - Arendal (2024). (Sin traducir al castellano.)

## Premios y nominaciones

### Nominaciones
- Nominado para el Premio de Literatura del Consejo Nórdico de 2004

### Premios
- Ganador del Premio a la Crítica Literaria Noruega en 1998
- Ganador del Premio Brage en 2009
- Ganador del Premio de la Audiencia NRK P2 en 2009
- Ganador del Premio al Libro del Año en Morgenbladet
- Ganador del Premio Curzio Malaparte en 2015.
- Ganador del Premio Jerusalén de las letras en 2017[13]
- Ganador del Premio Austriaco de Literatura Europea en 2017.
- Ganador del Premio Nórdico de la Academia Sueca en 2019.
- Ganador del Premio Lenin sueco en 2023.

### Críticas
- Ben Lerner on Knausgård en London Review of Books (en inglés)
- "My Struggle vol. 1" en Politiken (en danés)
- "My Struggle vol. 2" en Politiken (en danés)
- "My Struggle vol. 1–4" en Göteborgs-Posten (en sueco)
- "My Struggle vol. 1" en Dagbladet Information (en danés)
- "A Time to Every Purpose Under Heaven" en The Independent (en inglés)

- Datos: Q609317
- Multimedia: Karl Ove Knausgård / Q609317